# Było sobie życie
Było sobie życie (fr. Il était une fois… la vie) – francuski serial animowany z cyklu Było sobie…, emitowany w latach 1986-1987 na Canal+ i w latach 1987-1988 na antenie France 3, stworzony przez Alberta Barillégo. Piosenkę w oryginalnej wersji śpiewała Sandra Kim, zwyciężczyni Konkursu Piosenki Eurowizji w 1986.
W Polsce serial miał premierę na antenie TVP1 w grudniu 1987 w programie Kwant.

## Spis odcinków
| N/o | Polski tytuł                | Francuski tytuł              |
| --- | --------------------------- | ---------------------------- |
|     |                             |                              |
| 01  | Planeta komórek             | La planète cellule           |
|     |                             |                              |
| 02  | Narodziny                   | La naissance                 |
|     |                             |                              |
| 03  | Białe krwinki               | Les sentinelles du corps     |
|     |                             |                              |
| 04  | Szpik kostny                | La moelle osseuse            |
|     |                             |                              |
| 05  | Krew                        | Le sang                      |
|     |                             |                              |
| 06  | Płytki krwi                 | Les petites plaquettes       |
|     |                             |                              |
| 07  | Serce                       | Le cœur                      |
|     |                             |                              |
| 08  | Układ oddechowy             | La respiration               |
|     |                             |                              |
| 09  | Mózg                        | Le cerveau                   |
|     |                             |                              |
| 10  | Neurony                     | Les neurones                 |
|     |                             |                              |
| 11  | Oko                         | L'œil                        |
|     |                             |                              |
| 12  | Ucho                        | L'oreille                    |
|     |                             |                              |
| 13  | Skóra                       | La peau                      |
|     |                             |                              |
| 14  | Kubki smakowe i zęby        | La bouche et les dents       |
|     |                             |                              |
| 15  | Trawienie                   | La digestion                 |
|     |                             |                              |
| 16  | Wątroba                     | L'usine du foie              |
|     |                             |                              |
| 17  | Nerki                       | Les reins                    |
|     |                             |                              |
| 18  | Układ limfatyczny           | Le système lymphatique       |
|     |                             |                              |
| 19  | Szkielet                    | Les os et le squelette       |
|     |                             |                              |
| 20  | Mięśnie i tkanka tłuszczowa | Les muscles et la graisse    |
|     |                             |                              |
| 21  | Wojny z toksynami           | Guerre aux toxines           |
|     |                             |                              |
| 22  | Szczepienie                 | La vaccination               |
|     |                             |                              |
| 23  | Hormony                     | Les hormones                 |
|     |                             |                              |
| 24  | Łańcuch pokarmowy           | Les chaînes de la vie        |
|     |                             |                              |
| 25  | Nocna zmiana                | Réparation et transformation |
|     |                             |                              |
| 26  | Życie toczy się dalej       | Et la vie va...              |
|     |                             |                              |

## Współpraca produkcyjna
- France Régions (FR3) Francja
- Société Radio-Canada (SRC) Kanada
- Radiotelevisione Italiana (RAI) Włochy
- Société suisse de radiodiffusion et télévision (SSR) Szwajcaria
- Radiodiffusion-télévision belge (RTBF) Belgia
- Belgische radio en televisie (BRT) Belgia
- KRO Holland (KRO) Holandia
- Norsk Rikskringkasting (NRK) Norwegia
- Sveriges Television (ST) Szwecja
- Televisión Española (RTVE) Hiszpania
- ACCESS Alberta Kanada
- Tatsunoko Production Japonia
- IBA1 Izrael